# Arandina Club de Fútbol
Maillots
Actualités
L'Arandina Club de Fútbol est un club de football espagnol basé à Aranda de Duero, en Castille-et-León.
Fondé en 1987, il joue ses matchs à domicile au Stade El Montecillo, d'une capacité de 7 000 places.

## Saison par saison
| Saison    | Niveau | Division              | Place | Copa del Rey        |
| --------- | ------ | --------------------- | ----- | ------------------- |
| 1987-1988 | 5      | Regional Preferente   | 1er   |                     |
| 1988-1989 | 4      | Tercera División      | 13e   |                     |
| 1989-1990 | 4      | Tercera División      | 4e    |                     |
| 1990-1991 | 4      | Tercera División      | 13e   | 1er tour            |
| 1991-1992 | 4      | Tercera División      | 17e   |                     |
| 1992-1993 | 4      | Tercera División      | 11e   |                     |
| 1993-1994 | 4      | Tercera División      | 7e    |                     |
| 1994-1995 | 4      | Tercera División      | 7e    |                     |
| 1995-1996 | 4      | Tercera División      | 7e    |                     |
| 1996-1997 | 4      | Tercera División      | 14e   |                     |
| 1997-1998 | 4      | Tercera División      | 18e   |                     |
| 1998-9999 | 5      | Regional Preferente   | 2e    |                     |
| 1999-2000 | 4      | Tercera División      | 12e   |                     |
| 2000-2001 | 4      | Tercera División      | 19e   |                     |
| 2001-2002 | 5      | Primera Regional      | 14e   |                     |
| 2002-2003 | 5      | Primera Regional      | 1er   |                     |
| 2003-2004 | 4      | Tercera División      | 17e   |                     |
| 2004-2005 | 4      | Tercera División      | 5e    |                     |
| 2005-2006 | 4      | Tercera División      | 9e    |                     |
| 2006-2007 | 4      | Tercera División      | 6e    |                     |
| 2007-2008 | 4      | Tercera División      | 4e    |                     |
| 2008-2009 | 4      | Tercera División      | 5e    |                     |
| 2009-2010 | 4      | Tercera División      | 3e    |                     |
| 2010-2011 | 4      | Tercera División      | 4e    |                     |
| 2011-2012 | 3      | Segunda División B    | 17e   |                     |
| 2012-2013 | 4      | Tercera División      | 3e    |                     |
| 2013-2014 | 4      | Tercera División      | 3e    |                     |
| 2014-2015 | 4      | Tercera División      | 1er   |                     |
| 2015-2016 | 3      | Segunda División B    | 15e   | 2e tour             |
| 2016-2017 | 3      | Segunda División B    | 19e   |                     |
| 2017-2018 | 4      | Tercera División      | 2e    |                     |
| 2018-2019 | 4      | Tercera División      | 3e    |                     |
| 2019-2020 | 4      | Tercera División      | 3e    |                     |
| 2020-2021 | 4      | Tercera División      | 7e    |                     |
| 2021-2022 | 5      | Tercera División RFEF | 7e    |                     |
| 2022-2023 | 5      | Tercera Federación    | 1er   |                     |
| 2023-2024 | 4      | Segunda Federación    | 15e   | Seizièmes de finale |
| 2024-2025 | 5      | Tercera Federación    |       |                     |

- 4 saisons en Segunda División B
- 47 saisons en Tercera División puis en Segunda Federación
- 3 saisons en Tercera Federación